# Coglians
Gora Coglians (furlansko mont Colians, italijansko monte Coglians, nemško Hohe Warte, slovensko Visoka Straža) je z 2.782 metri najvišja gora Karnijskih Alp. Nahaja se v njihovem osrednjem delu zahodno od mednarodnega mejnega prehoda/prelaza Ploče (nem. Plöcken(pass), it. Monte Croce Carnico, furl. Mont di Crôs) na meji med Avstrijo in Italijo. Je tudi najvišji vrh italijanske dežele Furlanija - Julijska krajina. 
Coglians tvori skupaj z vzhodno ležečo Creta delle Chianevate (Kellerspitzen, 2.774 m, ki je drugi najvišji vrh v Karnijski Alpah) obsežno gorsko kuliso med prelazom Plöckenpass na vzhodu in sedlom Volayer Pass (Passo Volaia) na zahodu. Njuno severno ostenje se dviguje v višino 650 metrov pri sedlu Valentintörl do 1.200 metrov (nad planino Obere Valentinalm). Ob vznožju stene poteka s spodnje na zgornjo planino Valentinalm in nato preko sedla Valentintörl do Volajskega jezera (Wolayersee) odsek označene poti, tim. Karnijske visoke poti (Karnische Höhenweg). Spust s sedla do jezera je tudi del geološki poti Wolayersee.
V času 1. svetovne vojne so vrh osvojili vojaki italijanske kraljeve vojske, ki so ga uporabljali kot opazovalnico. Na vrhu so še danes vidni ostanki utrdbe, prav tako ostanki vojaške poti mulatjere, speljane po južnem pobočju na vrh.

## Dostopi
Ob vznožju gore se nahaja več planinskih postojank. Normalni južni pristop vodi od Koče Marinelli čez travnati Pic Chiadin in nato po južnem gruščnatem pobočju na vrh. Zelo zahtevna zavarovana plezalna pot, ki se prične ob vznožju severne stene, dostopna s sedla Valentintörl, "Weg der 26er"
, imenovana po avstrijskem lovskem bataljonu 26, katerega člani so jo nadelali, poteka čez severno steno na zahodni greben in po njem na vrh. Prav tako poteka čez severno steno zelo zahtevna plezalna varianta te poti, delno zavarovana Koban-Prunner-Weg.
- 4h10 od Koče Tolazzi (1.350 m), dostopne po cesti iz kraja Forni Avoltri, do planine Casera Morarêt, nato po stezi v smeri zimskega pristopa do križišča poti 145 in 143, po slednji na vrh,
  - 1¾h od Koče Tolazzi mimo Casera Morarêt do Koče Marinelli (2.122 m)
  - 1¾h od Koče Tolazzi do Koče Lambertenghi-Romanin (1.955 m)
- 5h s prelaza Ploče mimo Koče Marinelli (2.122 m)
- 2½h od Koče Lambertenghi-Romanin (1.955 m) oz. od Wolayerseehütte (1.959); obe se nahajata v neposredni bližini jezera Wolayersee; po poti 427-1 (Weg der 26er), po poti 427-2 (Koban-Prunner-Weg),
- 5h s planine Untere Valentinalm (1.220 m), dostopne po makadamu s ceste, ki pelje iz Kotchach-Mauthen na prelaz Plöckenpass, čez severno steno.

Koči Marinelli in Lambertenghi-Romanin sta povezani med seboj s Spinottijevo potjo (Sentiero Spinotti) (145).

## Zemljevid
- Tabacco, št 09, Carta topografica 1:25.000, Alpi Carniche, Carnia Centrale